# 布克拉
布克拉（阿拉伯语：‎, 柏柏尔语: ⴱⵓⴽⵔⴰⵄ）是西撒哈拉一城镇，位于摩洛哥管理下阿尤恩-薩基亞-阿姆拉大區首府阿尤恩东南方。当地的居民绝大多数为的磷酸盐矿的工人。

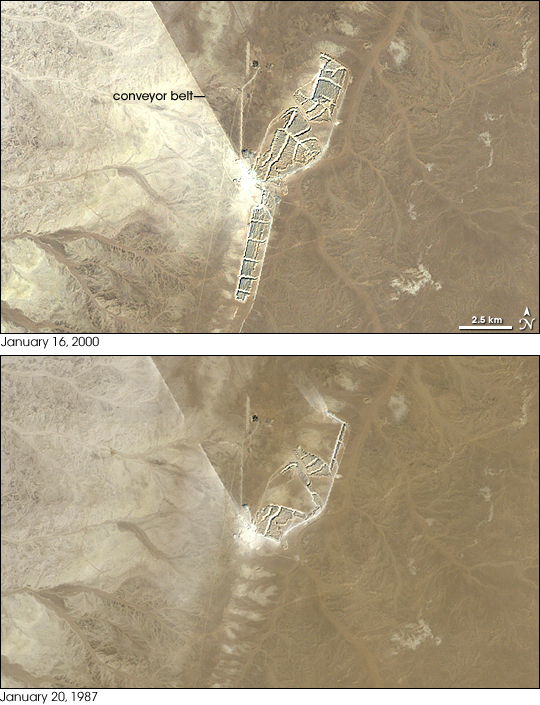
布克拉分别在2000年和1987年的Landsat卫星图片。图中西北方向的直线是传送带。

西班牙殖民时期，布克拉位于传统上的薩基亞-阿姆拉地区，磷酸盐储量达17亿吨。当地的采矿业始于1972年。1970年代初，西班牙的统治逐渐崩溃，薩基亞-阿姆拉和黄金谷地解放运动、西撒人阵等民族运动组织早期都是从磷酸盐矿下工作的撒哈拉人中招募成员。
1975年的绿色进军后，有关西撒哈拉分治的《马德里协定》签订，布克拉此后一直由摩洛哥控制。在1976年采矿因西撒人阵游击队的袭击而暂停。西撒哈拉战争中，西撒人阵曾屡次破坏运输磷酸盐矿石的传动带。到了20世纪80年代，随着摩洛哥墙的建立，摩洛哥加强了对薩基亞-阿姆拉地区西部、北部“有价值三角区”的控制，类似的攻击逐渐减少。1982年7月采矿业重开，但规模有所减小。
目前当地的磷酸盐矿每年出产300万吨，约占摩洛哥总产量的10%。磷酸盐矿石通过长达96km的自动传动带运向海岸的港口。

## 姊妹城市

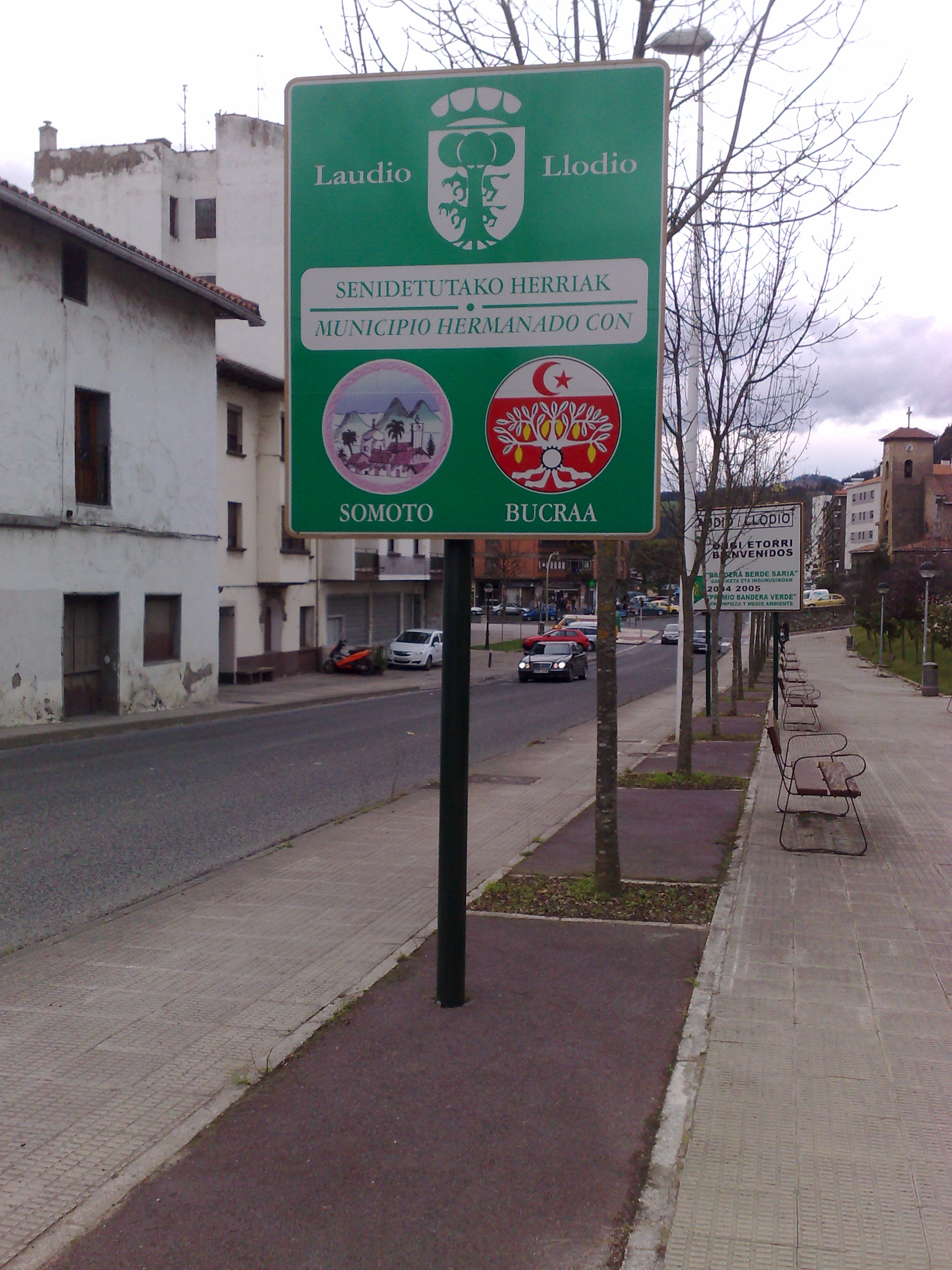
略迪奥的标牌上有布克拉 (Bucraa)的市徽

- 卡斯特罗-乌尔迪亚莱斯，西班牙
- 略迪奥，西班牙

## 卫星图片
- 通向Laayoune-Plage港口的传动带（低画质）。可以通过风吹沙聚集的情况看到其偏南偏西方向的形状。
- 矿井和矿渣
- 矿井中传动带的开头